# Nikolina Brnjac
Dr. sc. Nikolina Brnjac (Karlovac, 11. srpnja 1978.), hrvatska političarka koja trenutno obnaša dužnost zastupnice u Europskom parlamentu iz reda EPP-HDZ. Bila je ministrica turizma i sporta u petnaestoj Vladi Republike Hrvatske.

## Raniji život i obrazovanje
Diplomirala je i doktorirala na Fakultetu prometnih znanosti Sveučilišta u Zagrebu. Akademsko zvanje doktorice tehničkih znanosti stekla je 2009. obranivši doktorsku disertaciju pod naslovom "Identifikacija relevantnih kriterija za definiranje mreže intermodalnih terminala“.
U znanstveno zvanje znanstvene suradnice izabrana je 2009. a u znanstveno-nastavno zvanje docentice izabrana je 2010. Od tada predaje i nositelj je mnogih kolegija na Fakultetu prometnih znanosti Sveučilišta u Zagrebu.
U znanstveno zvanje više znanstvene suradnice izabrana je 2011., a u znanstvenog savjetnika 2013. Znanstveno-nastavno zvanje izvanredne profesorice stječe 2016.
Kao izvanredna profesorica bila je voditeljica katedre za intermodalni transport na Fakultetu prometnih znanosti Sveučilišta u Zagrebu. Dodatno je sudjelovala kao predavač u izvođenju nastave na Chalmers University of Technology (Göteborg), Ekonomskom fakultetu Sveučilišta u Ljubljani, Pravnom fakultetu Sveučilišta u Zagrebu, itd.
Odlukom Sveučilišta Sjever, Sveučilišnog centra Sjever, u ožujku 2019. primljena je u znanstveno- nastavno zvanje izvanredne profesorice gdje predaje na kolegiju u području tehničkih znanosti, polju tehnologije prometa i transporta
Od 2015. do 2017. godine radila je kao ekspert evaluator za Europsku komisiju iz područja logistike i transporta. Sudjelovala je i kao istraživač/voditelj na brojnim EU i domaćim projektima.

## Politička karijera
Nikolina Brnjac članica je Hrvatske demokratske zajednice od 2016. godine kada vođenje stranke preuzima sadašnji predsjednik Andrej Plenković.
Brnjac je bila aktivno uključena u kampanju za parlamentarne izbore u rujnu 2016. godine te je sudjelovala u radu raznih odbora HDZ-a. Na listi HDZ-a sudjelovala je na izborima za Europski parlament održanim 26. svibnja 2019. te na izborima za Hrvatski sabor održanim 5. srpnja 2020.
Obnašala je dužnost ministrice turizma i sporta u petnaestoj Vladi Republike Hrvatske od 23. srpnja 2020. do 17. svibnja 2024.

## Profesionalna karijera
U razdoblju mandata ministrice Brnjac, započela je reforma upravljanja razvojem turizma u smjeru održivosti.
U srpnju 2019. imenovana je državnom tajnicom u Ministarstvu vanjskih i europskih poslova te je tijekom hrvatskog  predsjedanja Vijećem Europske unije od 1. siječnja do 30. lipnja 2020. godine obnašala dužnost delegirane ministrice (ministre délégué), predstavljajući Vijeće Europske unije u Europskom parlamentu.
Od ožujka 2017. do srpnja 2019. obnašala je dužnost državne tajnice u Ministarstvu mora, prometa i infrastrukture. Od 2010. do 2018., bila je voditeljica katedre za intermodalni transport Fakulteta prometnih znanosti Sveučilišta u Zagrebu. Od 2015. do kraja 2017. godine obnašala je dužnost dopredsjednice Zajednice za intermodalni transport i logistiku u Hrvatskoj gospodarskoj komori. Redovita je članica Znanstvenog vijeća za promet Hrvatske akademije znanosti i umjetnosti od 2010. godine. Pročelnicom Sekcije za intermodalni promet i logistiku Znanstvenog vijeća za promet HAZU-a postaje 2019. Članica je Hrvatske komore inženjera tehnologije prometa i transporta od 2013. godine (ovlašteni inženjer za željeznički promet). Od 2014. članica je Croatian Intermodal Freight Services Development Committee. Kao autorica i koautorica objavila je više od 50 znanstvenih i stručnih radova, članaka u stručnim časopisima, sveučilišni priručnik Inženjersko - tehnološki proračuni u željezničkom prometu (2009) te sveučilišni udžbenik Intermodalni transportni sustavi (2012). Urednica je časopisa World Review of Intermodal Transportation Research od 2018.godine. Urednica je dva zbornika radova: Valorizacija intermodalnoga logističkoga koridora Ploče-Mostar-Sarajevo-Vukovar (Srednji Jadran-Podunavlje), HAZU 2014 i Upravljanje lancem opskrbe, LOMI 2014. Jedan je od autora znanstvene knjige „Standardizacija prikupljanja i obrade podataka u području prometa s ciljem razvoja znanosti i gospodarstva“, Fond za razvoj Sveučilišta u Zagrebu, Fakultet prometnih znanosti, Zagreb.

## Vanjske poveznice
- | dr. sc. Nikolina Brnjac, državna tajnica
- [neaktivna poveznica]
- Pandemija nam je ‘otela’ pola predsjedanja, ali bili smo uspješni[neaktivna poveznica]
- Državna tajnica MVEP-a: Očekujemo više od 20 milijardi eura za oporavak od pandemije
- Brnjac: Brzo smo se snašli u izvanrednim okolnostima[neaktivna poveznica]
- RAZGOVOR Nikolina Brnjac: ‘Unatoč pandemiji, naših šest mjeseci na čelu Vijeća EU-a zaslužuje visoku ocjenu’[neaktivna poveznica]